# Můj učitel Ibrahim
Můj učitel Ibrahim (v originále Monsieur Ibrahim et les Fleurs du Coran) je francouzský hraný film z roku 2003, který režíroval François Dupeyron podle stejnojmenné divadelní hry Érica Emmanuela Schmitta z roku 1999. Snímek měl světovou premiéru 29. srpna 2003.

## Děj
V 60. letech se v Paříži ocitne sám chlapec Momo. Je mu teprve 11 let, ale tvrdí, že mu je už 16. Má jen jednoho přítele, pana Ibrahima, tureckého obchodníka s potravinami z Rue Bleue. Ibrahima to přiměje objevit hlavní principy Koránu a vžít se do role otce.

## Obsazení
| Omar Sharif         | pan Ibrahim       |
| Pierre Boulanger    | Momo              |
| Jérémy Sitbon       | Momo v 8 letech   |
| Éric Caravaca       | Momo ve 30 letech |
| Gilbert Melki       | Momův otec        |
| Isabelle Renauld    | Momova matka      |
| Lola Naymark        | Myriam            |
| Anne Suarez         | Sylvie            |
| Mata Gabin          | Fatou             |
| Céline Samie        | Eva               |
| Guillaume Gallienne | prodejce aut      |
| Isabelle Adjaniová  | filmová star      |

## Ocenění
- César: nejlepší herec (Omar Sharif)